# Máfia sérvia
A máfia sérvia ou crime organizado sérvio (em sérvio:  Cpпска мафија / Srpska Mafija) é um nome atribuído a várias organizações criminosas baseadas na Sérvia ou compostas por pessoas de etnia sérvia na diáspora sérvia. Essa máfia é composta por vários grandes grupos organizados, que, por sua vez, têm redes mais amplas por toda a Europa. As organizações estão principalmente envolvidas em contrabando, tráfico de armas, tráfico de drogas, esquemas de proteção e jogo ilegal.
A máfia deu a muitos sérvios uma alternativa de caminho de fuga do desastre econômico que ocorreu no país após a implementação de sanções impostas internacionalmente contra a Sérvia, durante as guerras iugoslavas. Criminosos sérvios foram recrutados para as forças de segurança do Estado. Um exemplo notável é Legija, um comandante dos Tigres de Arkan, que foi reclassificado como JSO (Boinas Vermelhas) depois da guerra. Legija também planejou o assassinato do primeiro-ministro sérvio Zoran Đinđić.  Os grupos criminosos sérvios estão organizados na forma horizontal e os membros mais elevados não são necessariamente coordenados por qualquer líder. 

## História
Ljuba Zemunac ficou conhecido como o "padrinho" da máfia sérvia durante os anos 1970 e 1980. Ele e sua gangue operavam na Alemanha e na Itália durante esta época. Foi assassinado em 1986 por seu rival Goran Vuković "Vrapčina".
Vukasin Despotovic operou na Holanda e se tornou um dos gangsteres mais poderosos através de eliminação de seus rivais enquanto trabalhava como um assassino e assumiu o tráfico de drogas na Holanda. A droga contrabandeada era cocaína, que era obtida a partir de seus contatos na Colômbia, e receberia em Amsterdã o nome de "Rei da Cocaína". Trabalhou para "Duja" Bećirović como um subchefe e mais tarde viveu na Bulgária, onde contrabandeou drogas com êxito até sua prisão, em 2002. Ao retornar para a Sérvia, assumiu companhias pela força, utilizando o clã Surčin, (então, um dos três "clãs" mais poderosos de Belgrado). Posteriormente, esteve envolvido na explosão de um carro-bomba contra os jornalistas croatas Ivo Pukanić e Niko Franjić em 2008.
Mais tarde, surgiu o gângster Željko Ražnatović "Arkan" um ladrão de banco na Europa Ocidental durante os anos 1970. Ele tinha condenações e mandados na Bélgica, Holanda, Suécia, Alemanha, Áustria, Suíça e Itália. No entanto, conseguiu escapar de várias prisões e, em seguida, fez conexões com vários criminosos conhecidos da Iugoslávia durante seu tempo lá. Na década de 1980, voltou para a Sérvia, onde se envolveu com negócios ilegais e liderou um grupo de torcedores Ultras do Estrela Vermelha de Belgrado, Delije Sever. 
O verdadeiro avanço para as organizações criminosas na Sérvia ocorreu em 1991, quando as guerras iugoslavas eclodiram na Croácia e na Bósnia e Herzegovina. Os sérvios, croatas e bósnios disputam territórios na Croácia e na Bósnia e Herzegovina. Sanções internacionais foram impostas à Sérvia, a partir de 1991, e a república tornou-se economicamente isolada. O desastre econômico levou ao avanço das organizações criminosas. Desesperados por dinheiro, muitos ex-soldados e jovens voltaram-se para uma vida criminosa.
Em 1992, os membros da quadrilha "Peca" foram presos em uma operação policial massiva. Um dos membros da quadrilha era Dušan Spasojević, que mais tarde se tornou o chefe do clã Zemun. Um jovem mafioso de Voždovac, no subúrbio de Belgrado, Aleksandar Knežević "Knele", foi assassinado em outubro do mesmo ano, levando a uma breve, mas violenta, guerra de gangues, em Belgrado. Foi filho do gangster de Belgrado, "Buca Al Kapone".
Arkan foi o fundador e líder da Guarda Voluntária Sérvia (Tigres de Arkan), uma unidade paramilitar sérvia que lutou durante as guerras iugoslavas. Os membros da unidade foram na sua maioria hooligans do Estrela Vermelha de Belgrado e gangsteres recém-recrutados da Sérvia. Aqueles que se juntaram à unidade lucraram nos campos de batalha por saquear e roubar. Arkan mais tarde fundou o Partido da Unidade Sérvia em 1993. Na época em que retornou dos campos de batalha da Croácia, se tornou o membro mais poderoso da máfia sérvia. Logo, se casou com a cantora turbofolk, Ceca, que era na época a cantora mais popular da Sérvia.
Slobodan Milošević, o presidente da Sérvia, protegeu da máfia em troca de favores políticos, tendo assim uma conexão direta com suas atividades. Na época, a máfia lucrou com o contrabando de cigarros, álcool e petróleo. O empresário Stanko Subotić foi a pessoa que fez o maior lucro neste momento, já que cigarros e petróleo estavam em alta demanda por causa das sanções. O patrimônio líquido de Subotić estava estimado em € 650 milhões. Após a queda de Milošević, Subotić manteve uma relação com o presidente montenegrino, Milo Đukanović, que lhe concedeu favores políticos tal como Milosevic fez a outros criminosos anteriormente. 
Os soldados sérvios e montenegrinos que haviam retornado das linhas de frente das guerras iugoslavas descobriram que a única maneira de obter lucros era voltando-se para uma vida criminosa. Os crimes mais comuns foram assassinatos, sequestros, tráfico de drogas e de cigarros, roubos, lavagem de dinheiro, extorsão e produção de software ilegal. 
Em 15 de janeiro de 2000, Arkan seria assassinado no saguão do Hotel Continental, em Belgrado. O assassino, Dobrosav Gavrić, era um jovem membro da brigada móvel policial. Gavrić tinha ligações com a máfia sérvia.
Slobodan Milošević foi destronado na Revolução Bulldozer de outubro de 2000. No entanto, uma rixa sangrenta logo surgiu entre os diferentes "clãs" criminosos de Belgrado. A briga se transformou em uma guerra aberta em que muitos dos principais chefes da máfia foram assassinados.
Em 25 de agosto de 2000, o ex-presidente sérvio Ivan Stambolić foi sequestrado em Belgrado, pouco antes da eleição federal na qual foi mencionado que ele poderia ser incluído como um candidato para a presidência da Iugoslávia, e desde então desapareceu sem deixar rastros. Os restos mortais de Ivan Stambolić foram encontrados em Fruska Gora em 28 de março de 2003. Foi assassinado no mesmo dia em foi sequestrado por membros do clã Zemun.
Até o início dos anos 2000, a máfia sérvia teve mais dinheiro do que o governo sérvio e estava melhor armada do que o exército sérvio e a polícia sérvia, de acordo com o Ministro do Interior sérvio Dušan Mihajlović. Segundo ele, Slobodan Milošević deu vida aos sindicatos  criminosos como uma "máfia sancionada pelo Estado". Depois que Milošević perdeu o poder, a máfia começou a procurar um novo contato no governo. 
Durante o período que começou com as guerras iugoslavas e terminou com o assassinato do primeiro-ministro Zoran Đinđić em 2003, as ligações entre a máfia e o governo eram óbvias e a corrupção era desenfreada na maior parte dos setores do governo: dos patrulhas de fronteira ao poder judiciário. Em 12 de março de 2003, o primeiro-ministro sérvio Đinđić foi assassinado por ex-membros da Unidade de Operações Especiais (Boinas Vermelhas, anteriormente Tigres de Arkan). Legija estava envolvido no assassinato e também seria condenado a 50 anos de prisão. Đinđić tinha conexões dentro da gangue Surčin que remonta antes da derrocada de Milošević. O governo pôs em marcha uma operação contra o crime organizado - a "Operação Sablja" - o que levou a mais de 10 mil prisões. Muitos centros comerciais de Nova Belgrado, locais frequentados por gangsteres, foram fechados após a operação, 123 grupos criminosos foram desfeitos com 844 membros que aguardam julgamento; 3.949 pessoas tiveram inquéritos criminais emitidos contra elas, 28 kg de heroína, 463 gramas de cocaína, 44.837 kg de maconha, 4.960 kg de drogas sintéticas e 688 carros roubados foram recuperados em um único dia. Milan Sarajlić, o Vice-Procurador do Estado foi preso naquele dia e mais tarde confessou que estava na folha de pagamento do clã Zemun. 